# Cẩu tích
Cẩu tích hay lông cu li (danh pháp hai phần: Cibotium barometz) là một loài dương xỉ mộc trong họ Dương xỉ vỏ trai (Dicksoniaceae) mà chúng ta vẫn quen gọi là họ Cẩu tích.
Tên gọi cẩu tích là từ Hán-Việt, có nghĩa là xương sống con chó do hình thù giống như xương sống chó. Cẩu tích là loài bản địa từ Trung Quốc cho tới phía tây bán đảo Mã Lai. Khi mọc thẳng cây chỉ cao tới 1 m, nhưng nó thường mọc bò, tạo thành các cụm cây trên các sườn đồi tại các khu rừng thưa và tại các khu vực có dấu chân người. Các lá lược dài tới 3 m. Các ổ túi bào tử mọc ở rìa các lá chét con.
Cẩu tích được sử dụng trong y học cổ truyền Trung Hoa và Đông Nam Á. Mặc dù từng có sự phân bố khá rộng, nhưng cẩu tích đã bị thu hái tích cực tại Đông Nam Á dẫn tới sự suy giảm về lượng quần thể và số lượng cây trong mỗi quần thể. Người ta cho rằng nó là cây cừu trong truyền thuyết thời Trung cổ.
Cẩu tích là một trong số ít các loài dương xỉ mộc mà Carl Linnaeus ban đầu đã đặt trong họ Polypodiaceae trong cuốn Species Plantarum của ông.

## Các tên gọi khác
Cây cẩu tích còn có tên là xương sống chó. Ngoài ra do có lớp lông vàng bọc ngoài nên nó còn được gọi là kim mao cẩu tích, cây lông khỉ. Đây là vị thuốc chuyên trị đau lưng, gân xương nhức mỏi.

## Hình ảnh

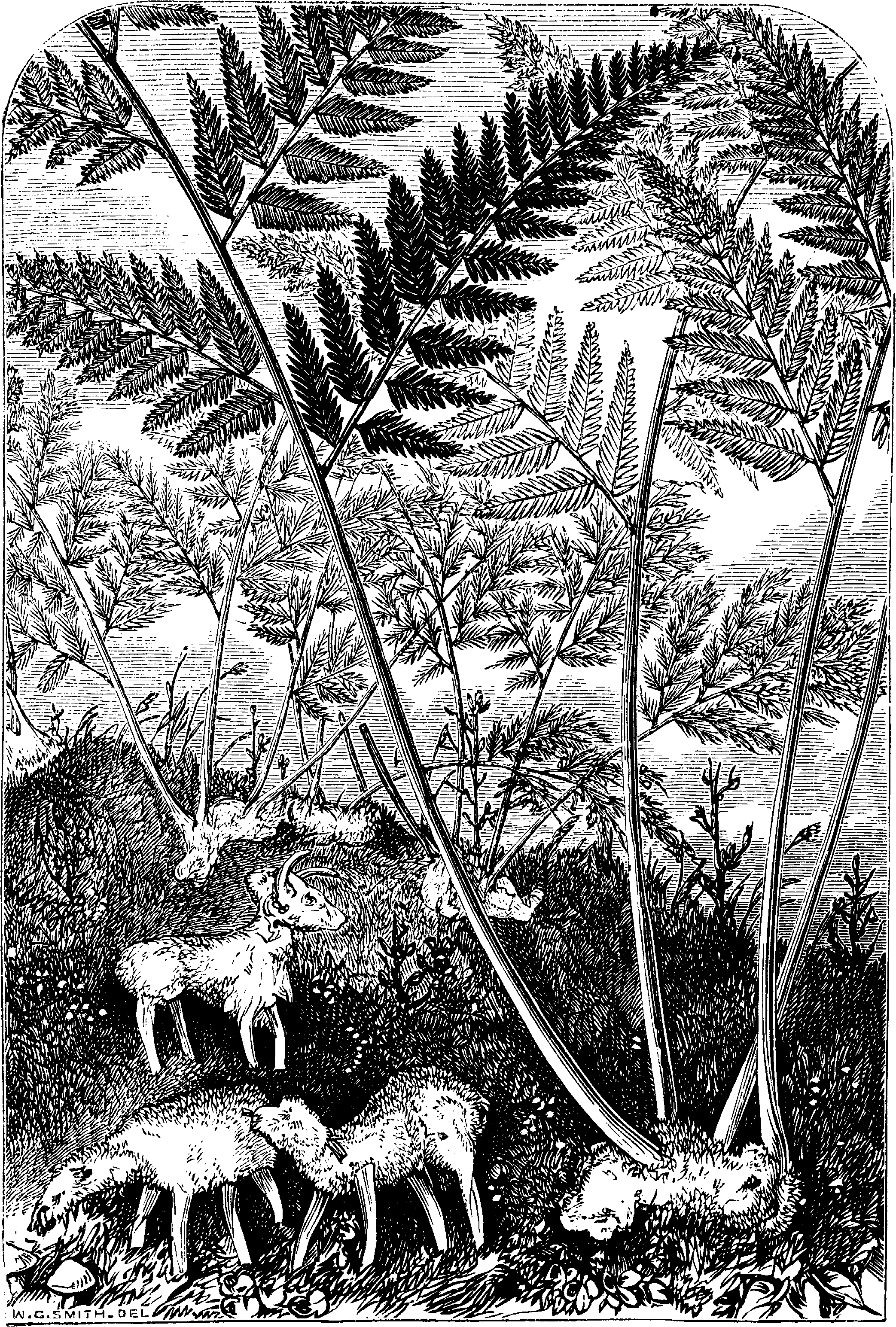
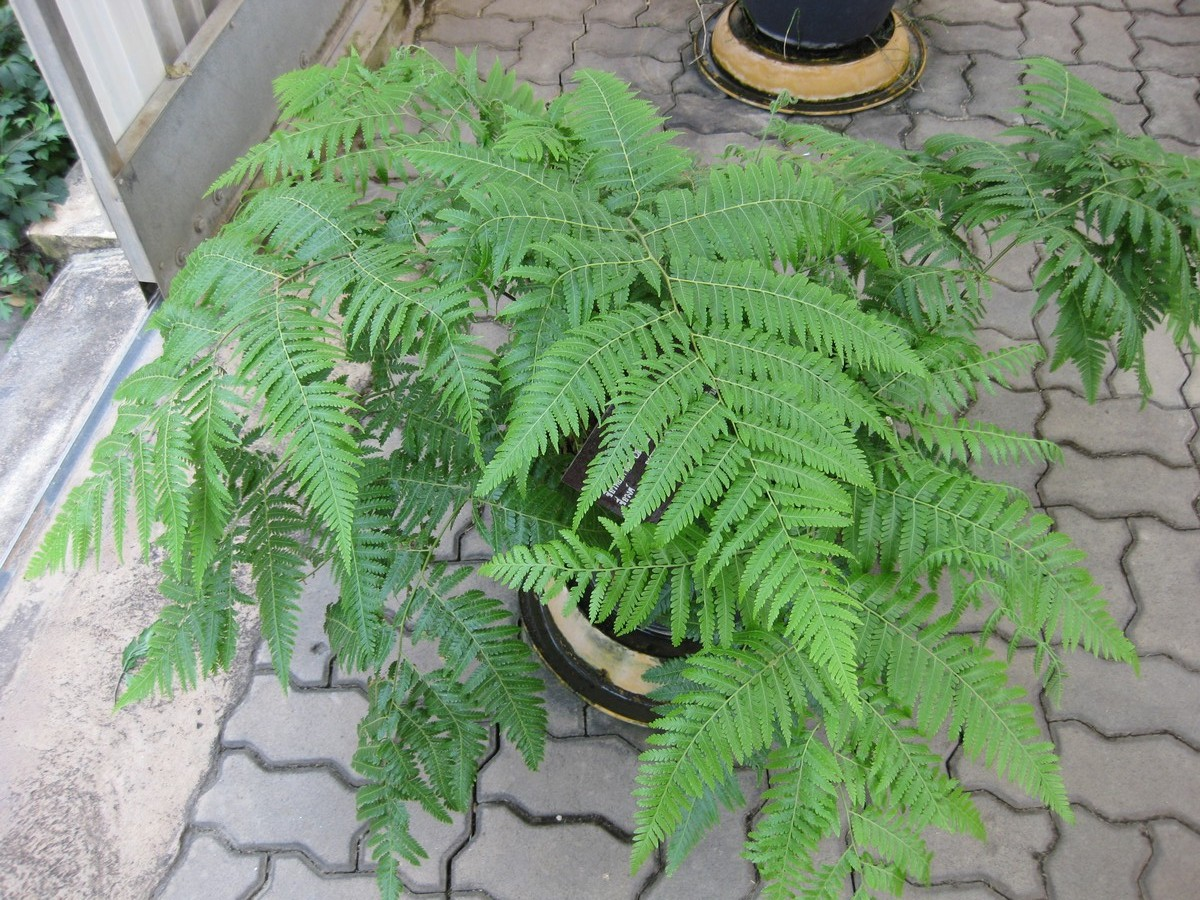
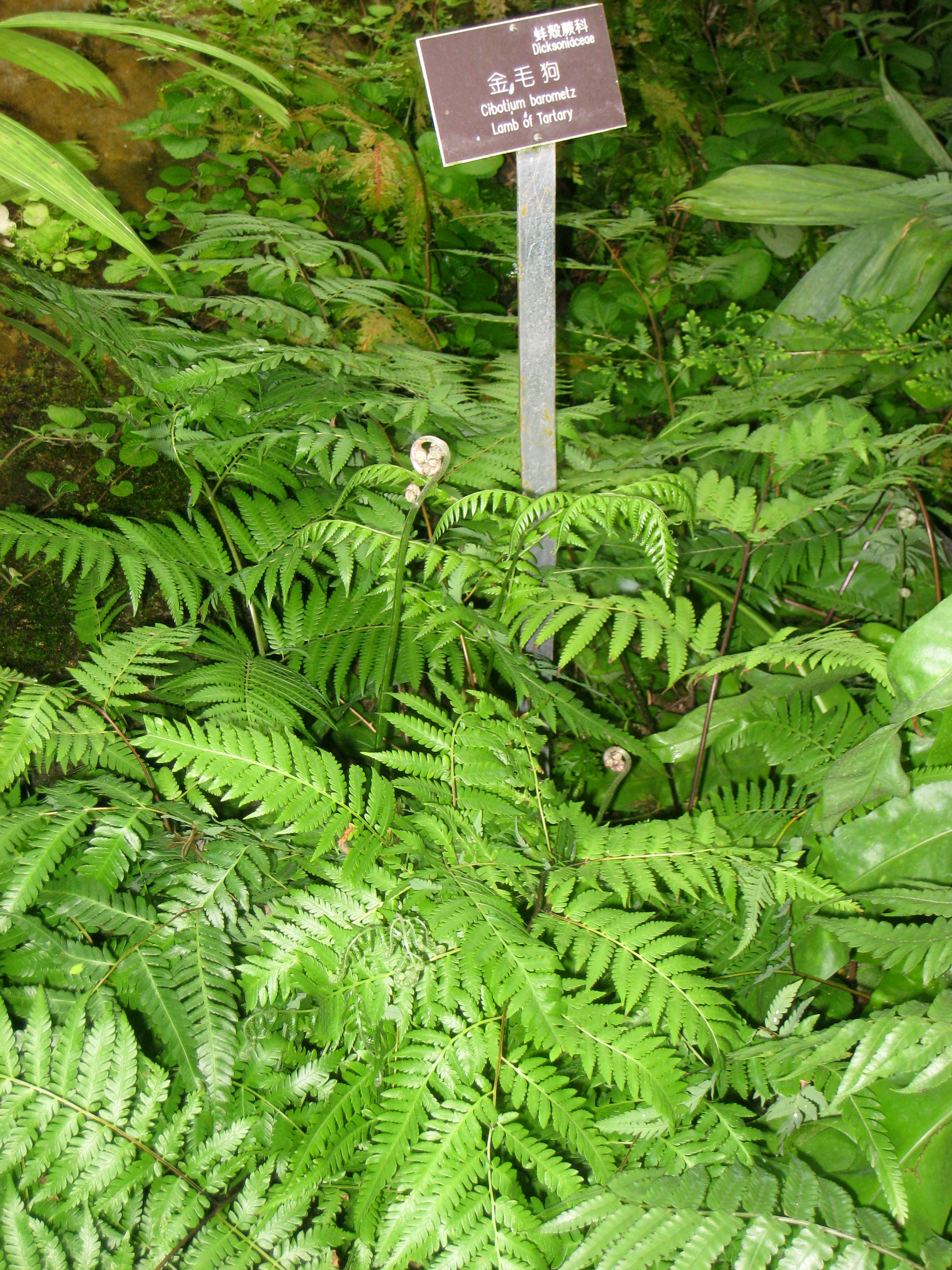